# Галицийское восстание (1846)

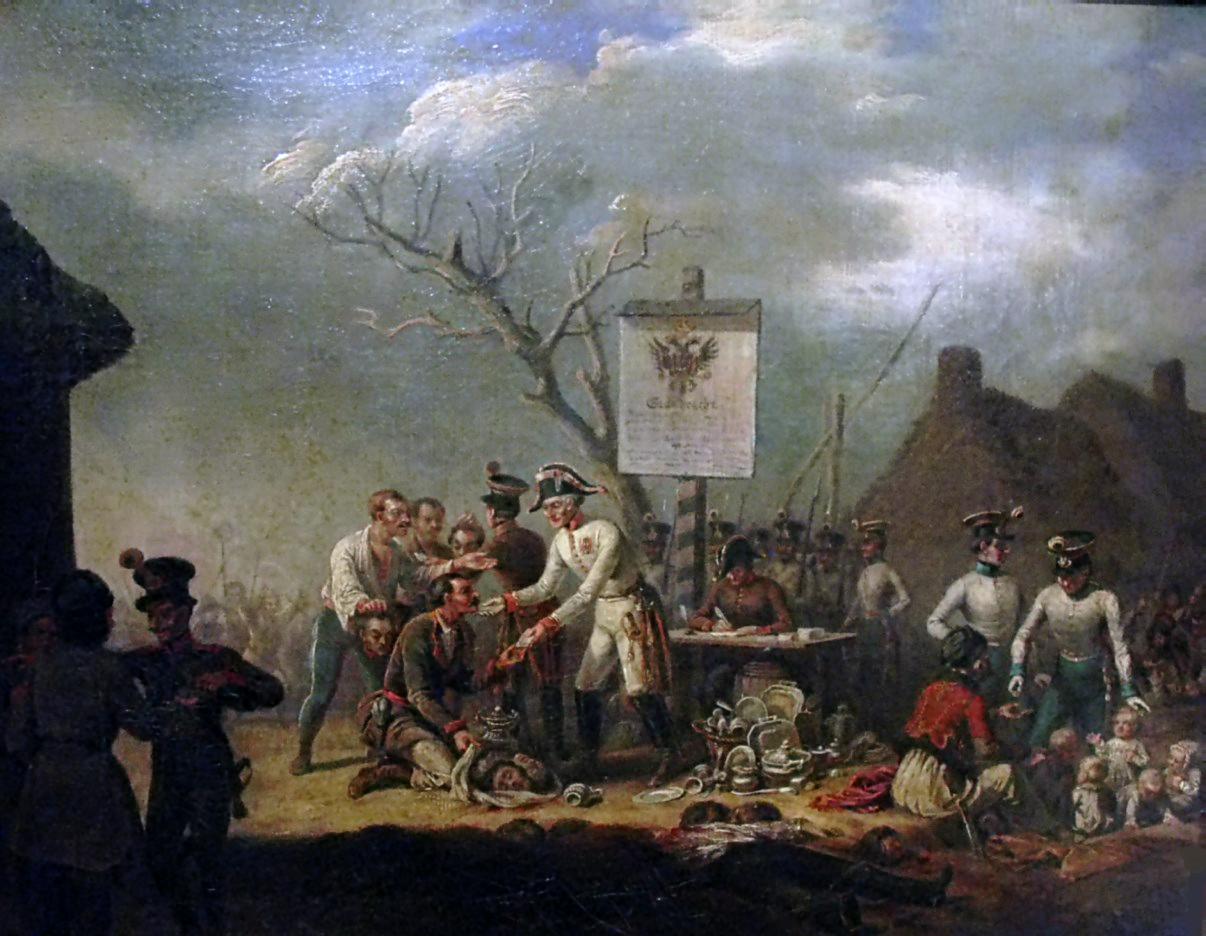
Ян Левицкий «Галицийская резня (1846 года)»

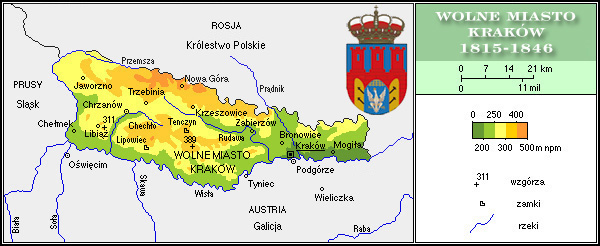
Вольный город Краков 1815—1846

Галицийское восстание 1846 года — антифеодальное крестьянское восстание на территории Западной Галиции (входившей в то время в состав Австрийской империи) в феврале-марте 1846 года, представлявшее собой серию массовых погромов и жестоких убийств местной шляхты, польских чиновников и католических священников. Это восстание также известно под названием «Галицийская резня». Основной движущей силой восстания были крепостные крестьяне Западной Галиции — поляки, гурали.
Одним из самых известных предводителей крестьянских отрядов был галицийский крестьянин, Якуб Шеля.

## Причины и ход событий
Решениями Венского конгресса 1815 года польский город Краков с прилегающей к нему территорией был объявлен «Свободным, независимым и строго нейтральным городом» под покровительством Российской империи, Австрии и Пруссии, которые разделили между собой территорию некогда единого Польского государства ещё в конце XVIII века. Эти государства обязались уважать нейтралитет Вольного города и не вводить на его территорию свои войска ни при каких условиях. Взамен Краков должен был выдавать шпионов и дезертиров, бежавших на его территорию. Ситуацию чрезвычайно осложнили события, связанные с Польским восстанием 1830 года, когда с территории Краковской республики осуществлялась контрабанда оружия в Царство Польское, здесь набирались добровольцы, пополнявшие ряды повстанцев. Кроме того, после поражения восстания Краков принял многочисленных беженцев из районов боевых действий. Краков фактически стал центром польского демократического подполья и эмигрантской деятельности.
В октябре 1835 года Россия, Австрия и Пруссия подписали тайное соглашение, предусматривавшее оккупацию Вольного города в случае проведения там польских сепаратистских акций. В феврале 1836 года для этого представился повод, и в Краков вошли австрийские, а позднее — российские и прусские оккупационные войска. Позднее в результате дипломатического давления Франции и Англии Пруссия и Россия вывели свои войска из города, но австрийская оккупация продлилась до 1841 года.

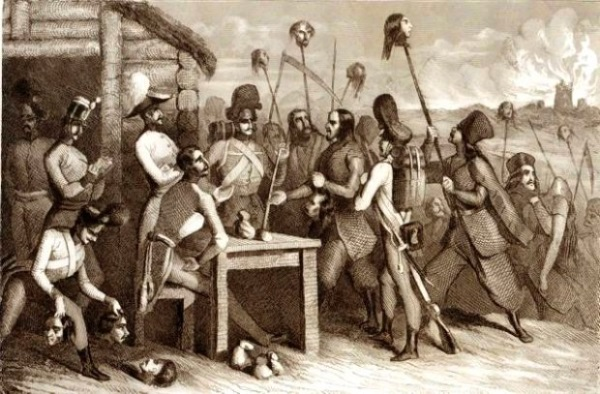
Литография «Галицийская резня»

 Тем временем, после поражения восстания 1830 года Краков превратился в основной центр польского подполья. Здесь с большим размахом действовали агенты и эмиссары польского подполья, при участии которых в Кракове был создан Революционный комитет, подготовивший новое восстание, назначенное на ночь с 21 на 22 февраля 1846 года. Задержания многих организаторов на польских землях, находившихся под управлением Пруссии и России, позволили пресечь это восстание в зародыше. На территории австрийской Галиции освободительное движение получило более широкий размах, но здесь повстанцев опередили инспирированные австрийскими чиновниками крестьянские волнения.
Австрийские власти в качестве противодействия заговорщикам использовали недовольство местных крестьян и распространяли слухи о том, что местная польская шляхта готовится провести карательные акции против крестьян. Тем самым был дан толчок к грабежам дворянских усадеб и массовым убийствам помещиков. Галицийские крестьяне, поднявшиеся против землевладельцев, фактически оказались союзниками австрийского правительства. Галицийское восстание началось 19 февраля 1846 года. Вооруженные отряды крестьян разорили и уничтожили в течение нескольких недель февраля-марта 1846 года более 500 поместий (в районе Тарнува было уничтожено более 90 % усадеб). Убито, часто самым жестоким способом (отсюда и название этих событий «резня»), от 1200 до 3000 человек, почти исключительно представителей польской мелкопоместной шляхты, чиновников, католических священников. Евреев, австрийцев, зажиточных польских и русинских крестьян восставшие не преследовали. Имела место серия взаимных нападений восставших крестьян на повстанческие отряды поляков, направлявшиеся к Кракову.
Крестьяне с особой жестокостью убивали дворян и их семьи, в том числе отрезали и отпиливали им головы. По одной из версий, австрийцы за убитых помещиков выплачивали восставшим денежное вознаграждение; так как выплачиваемые за мёртвых суммы были выше в 2 и более раза, чем оплата за раненых или покалеченных шляхтичей, многие схваченные люди приводились восставшими в Тарнув и убивались на пороге особняка австрийской администрации в самом центре города. По воспоминаниям очевидцев, это носило такой массовый характер, что кровь рекой текла по улицам этого польского города. Когда краковское восстание было подавлено и крестьяне стали больше не нужны австрийским властям, их армия в короткие сроки восстановила порядок. В Западной Галиции воцарился мир, но ещё долго вспоминались убийства и погромы, которые затронули, в основном, районы Тарнува, Санока, Загужа, Ясло, Новы-Сонча и др.

## В культуре
События времен Галицийской резни 1846 года составляют исторический фон пьесы Станислава Выспяньского «Свадьба» и поставленной по её сюжету киноленты «Свадьба» польского режиссёра Анджея Вайды.